# تشارلز جيبسون (كاتب)
تشارلز جيبسون (بالإنجليزية: Charles Gibson)‏ هو مؤرخ وكاتب أمريكي، ولد في 12 أغسطس 1920 في بوفالو في الولايات المتحدة، وتوفي في 22 أغسطس 1985 في مقاطعة كلينتون في الولايات المتحدة.